# 里奇蘭 (密西西比州蘭金縣)
里奇蘭（英語：Richland）是位於美國密西西比州蘭金縣的城市。

## 人口
根據2020年美國人口普查的數據，里奇蘭的面積為32.61平方千米，當中陸地面積為32.44平方千米，而水域面積為0.17平方千米。當地共有人口7137人，而人口密度為每平方千米219人。